# Port lotniczy Kaele
Port lotniczy Kaele – krajowy port lotniczy zlokalizowany w kameruńskim mieście Kaele.